# ادوارد بنتال (بازیکن فوتبال)
ادوارد بنتال (انگلیسی: Edward Bentall; ۲۸ ژانویهٔ ۱۹۲۲ – ۱۰ دسامبر ۱۹۴۷) بازیکن فوتبال اهل بریتانیا بود.
از باشگاه‌هایی که در آن بازی کرده‌است می‌توان به باشگاه فوتبال یورک سیتی اشاره کرد.